# Metazygia bahama
Metazygia bahama là một loài nhện trong họ Araneidae.
Loài này thuộc chi Metazygia. Metazygia bahama được Herbert Walter Levi miêu tả năm 1995.